# Dendrophyllia velata
Dendrophyllia velata är en korallart som beskrevs av Crossland 1952. Dendrophyllia velata ingår i släktet Dendrophyllia och familjen Dendrophylliidae. Inga underarter finns listade i Catalogue of Life.